# Marthula aurea
Marthula aurea är en fjärilsart som beskrevs av Druce 1904. Marthula aurea ingår i släktet Marthula och familjen tandspinnare. Inga underarter finns listade i Catalogue of Life.